# Hayfa Sdiri
Hayfa Sdiri (em árabe: هيفاء سديري, em Hayfā' Sdīrī, nascida em 1997) é uma empresária, ativista e blogueira tunisiana.

## Biografia
Em 2016, quando tinha 19 anos de idade, fundou a Entr@crush, uma plataforma online para futuros empreendedores que buscam meios de financiar seus negócios. A plataforma também oferece cursos de treinamento on-line em gestão, comunicação e contabilidade.
Hayfa obteve um bacharelado em Ciências Experimentais no Lycée Pilot Bourguiba na Tunísia, em 2016. Depois disso, para a França e estuda Ciências Aplicadas, Administração e Gestão de Empresas, na Université Paris-Dauphine.
Dois anos depois, ela se juntou à start-up alemã Think.iT e ao Programa de Desenvolvimento das Nações Unidas, onde, como voluntária da ONU, realizou workshops para conscientizar os jovens sobre as metas de desenvolvimento sustentável e seu papel como agentes de mudança. Ela também escreve notas conceituais e documentos oficiais, e trabalha em iniciativas de igualdade de gênero, promovendo o papel dos jovens na elaboração de políticas e o potencial das mulheres para ocupar cargos de tomada de decisão na política e nas finanças.

## Reconhecimento
Em 2019, ela foi listada entre as 100 Mulheres mais inspiradoras do mundo pela BBC.